# منتخب جمهورية الدومينيكان لكرة القاعدة
منتخب جمهورية الدومينيكان الوطني لكرة القاعدة هو الفريق الذي يمثل جمهورية الدومينيكان في المنافسات الدولية لرياضة كرة القاعدة يعتبر من أقوى منتخبات العالم في هذه الرياضة ويحتل حالياً المركز السادس في التصنيف العالمي لمنتخبات كرة القاعدة الوطنية  ويقوم إتحاد جمهورية الدومينيكان لكرة القاعدة بإدارة شؤونه.